# 73692 Gürtler
73692 Gürtler è un asteroide della fascia principale. Scoperto nel 1991, presenta un'orbita caratterizzata da un semiasse maggiore pari a 2,4600482 UA e da un'eccentricità di 0,1860555, inclinata di 8,53293° rispetto all'eclittica.
L'asteroide è dedicato all'astronomo tedesco Joachim Gürtler.